# Sonnenfinsternis vom 22. Juli 1990
Die totale Sonnenfinsternis vom 22. Juli 1990 konnte fast im gesamten nördlichen Eurasien beobachtet werden. Die Totalitätszone begann im Finnischen Meerbusen und zog dann über Südwestfinnland hinweg nördlich von Leningrad vorbei, überquerte das Weiße Meer und erreichte auf dem Weg entlang der eurasischen Nordpolarmeerküste den Ort ihres Maximums über der ostsibirische Halbinsel Tschukotka. Die Bahn des Kernschattens des Mondes endete anschließend mitten über dem Nordpazifik.
In Finnland ereignete sich die Sonnenfinsternis während des Sonnenaufgangs und ermöglichte dadurch Beobachtung und Fotografieren ohne Schutzgläser, was allerdings durch starke Bewölkung erschwert wurde. In Helsinki ging die Sonne total verfinstert auf.
In Alaska wurden zur Mittagszeit um die zwei Drittel Sonnenscheibe vom Mond bedeckt. Partiell konnte diese Sonnenfinsternis vom gesamten Nordpolarmeer und Nordasien beobachtet werden. Dicht bevölkerte Gebiete gab es allerdings nur am Südrand der partiellen Zone. In der Mandschurei und in Japan wurden beispielsweise nur wenige Prozent der Sonne vom Mond bedeckt.
Saros 126 begann 10. März 1179 mit einer kleinen partiellen Sonnenfinsternis in der Antarktis. Nach 8 partiellen Finsternissen auf der Südhalbkugel kommt es zu 28 ringförmigen, 3 hybriden und 10 totalen Sonnenfinsternissen. Zum Abschluss finden 23 partielle Sonnenfinsternisse auf der Nordhalbkugel der Erde statt. Saros 126 endet am 3. Mai 2459.